# Marko Samec
Marko Samec, slovenski pesnik, * 8. oktober 1980, Maribor,  
Slovenija.

## Življenje in delo
Otroštvo in osnovnošolska leta je preživel v Mariboru, nato pa ga je pot zanesla v Ljubljano, kjer se je izšolal za grafičnega oblikovalca. V srednješolskem obdobju je odkril svojo ljubezen do umetniške besede, ki se je sprva kazala v branju knjig, nato pa se je začel tudi sam preizkušati v pisanju poezije. Leta 2001 je izdal knjižni prvenec Filistejec, ki so mu sledili številni literarni večeri, na katerih je potrdil svoj talent za literarno nastopanje. Udeležil se je tudi več kulturnih festivalov, kot so mariborski Štukfest in koroški Kufr. Na slednjem je leta 2002 dobil nagrado za literaturo. 
Je direktor Knjižnice Šmarje pri Jelšah. 